# Anna Letenská
Anna Letenská, rozená Svobodová, provdaná Čalounová (29. srpna 1904, Nýřany u Plzně – 24. října 1942, koncentrační tábor Mauthausen) byla česká divadelní a filmová herečka.

## Rodina, divadelní začátky
Narodila se v herecké rodině, jako jedno ze šesti dětí. Otec Oldřich (1872–1939) byl hercem a režisérem (naposledy v Jihočeském divadle), matka Marie (1871–1960) byla herečkou (členka divadelních kočovných společností). Její sestry Růžena Nováková (1899–1984) a Božena Svobodová (1896–1917) se staly také herečkami.
Začínala jako dítě v kočovné divadelní společnosti u Tuttrů, první angažmá v roce 1919 získala u divadelní společnosti Suková-Kramuelová, kterou její otec po návratu z první světové války vedl. Následovalo působení v Jihočeském národním divadle v Českých Budějovicích (1921–1929) a pokračovala v divadelní společnosti Alferiho. V roce 1925 se v Třeboni na jedné štaci vdala za člena souboru, mladokomika Ludvíka Hrdličku, užívajícího oficiálně pseudonym „Letenský“. V červenci 1926 se jim narodil syn Jiří, pozdější režisér Beskydského divadla.
Následovalo působení v Košicích, kde její manžel byl v místním divadle angažován jako mladokomik, následně v Olomouci (1930–1931) u ředitele Antonína Drašara, se kterým pak působila také v Bratislavě (1931–1935) a zde vytvořila dokonce Dulcineu v Dykově Zmoudření dona Quijota) a Kladně (1935–1936).
Krátce působila také pražském Varieté, hostovala v Osvobozeném divadle a spolupracovala s Československým rozhlasem.

## Období války, smrt
V roce 1939 nastoupila do Vinohradského divadla, kde působila do roku 1942. Tehdejší nově jmenovaný vrchní režisér činohry František Salzer ji obsadil do několika zajímavých rolí, kde mohla uplatnit svůj talent. Byla hodnocena jako nejvýraznější komická herečka mezi svými vrstevnicemi.
Roku 1940 se rozvedla s prvním manželem (s nímž měla syna Jiřího), a v roce 1941 se znovu vdala. Její druhý manžel architekt Ing. Vladislav Čaloun pracoval prostřednictvím Sokola s odbojem. 17. července 1942 byl zatčen za pomoc při ukrývání MUDr. Břetislava Lyčky (a jeho manželky), který ošetřoval Jana Kubiše, vykonavatele atentátu na R. Heydricha.
V té době Anna Letenská točila roli domovnice ve filmu Otakara Vávry Přijdu hned. Údajně na přímluvu producenta Havla směla roli do 2. září 1942 dotočit.
Z Divadla na Vinohradech odešla již (30. srpna 1942) a ještě nastoupila do divadla Uranie, kde začala studovat roli Vojnarky ve hře A. Jiráska, ale nemohla ji již dokončit.
Gestapem měla povolené každodenní návštěvy manžela v Petschkově paláci, kde byla 3. září 1942 zatčena. Bylo to těsně po dokončení jejího posledního filmu Přijdu hned. Dne 5. září 1942 byla převezena do Malé pevnosti v Terezíně a následně do koncentračního tábora v Mauthausenu, kde byla 24. října nebo 25. října 1942 popravena zastřelením. Jiné zdroje uvádějí, že zemřela 24. října 1942 v plynové komoře, druhý den po příjezdu do tábora. Její manžel byl popraven o tři měsíce později, 26. ledna 1943. Její syn Jiří unikl perzekuci, neboť bydlel u prvního manžela Letenské, který se o něj pak dále staral.

## Památka
Anna Letenská byla po válce vyznamenána in memoriam Československým válečným křížem. V Divadle na Vinohradech jí byla dne 30. listopadu 1947 odhalena busta, umístěná na 1. divadelním balkóně. Od října 2022 má pamětní desku v dlažbě před vchodem kladenského divadla.
Její jméno (Čalounová-Letenská Anna roz. Svobodová *29. 8. 1904) a jejího 2. manžela (Čaloun Vladislav Ing. *11. 12. 1907) je uvedeno na pomníku spolupracovníků parašutistů a jejich rodinných příslušníků, kteří byli popraveni v německém koncentračním táboře Mauthausenu. V lednu 2011 byl slavnostně odhalen na terase kostela sv. Cyrila a Metoděje v Resslově ulici v Praze.
V roce 1948 byla po A. Letenské pojmenována dřívější ulice „Ve Pštrosce“ , spojující náměstíčko za Vinohradským divadlem s Vinohradskou ulicí a Riegrovými sady.
Osud A. Letenské se stal námětem pro povídku Norberta Frýda, nazvanou Kat nepočká, podle níž natočil režisér František Filip v roce 1971 stejnojmenný film s Jiřinou Bohdalovou v hlavní roli.

## Citát
| „                | Slavila úspěchy, režiséři, zejména František Salzer, Bohuš Stejskal a Jiří Plachý, ji obsazovali do výrazných ženských rolí, uznávali její smysl pro humor i plnokrevnou charakteristiku. Rychle získávala i oblibu u diváků. Její kariéra na vinohradské scéně byla krátká, ale o to intenzivnější... Kolegové oceňovali její přátelskou povahu, nazývali ji "báječným, radostným člověkem", který byl vždy připraven pomoci. Podle kritiků byla nejvýraznější komickou herečkou své doby. | “ |
| — Alena Kožíková | |   |

## Vybrané divadelní role
- 1937 V+W: Těžká Barbora, role: starostka, (j. h.), Osvobozené divadlo, režie Jindřich Honzl
- 1938 E. Rice: Postranní ulice, žena Jonnesova, Vinohradské divadlo, režie František Salzer
- 1939 Heinrich von Kleist: Rozbitý džbán, Marta Rullová, Vinohradské divadlo, režie František Salzer
- 1939 W. Shakespeare: Veselé ženy windsdorské, Paní Vodičková, Vinohradské divadlo, režie Bohuš Stejskal
- 1939 A. Pacovská: Chudí lidé vaří z vody, Marie, Vinohradské divadlo, režie Jiří Plachý
- 1940 J. K. Tyl: Strakonický dudák, Kordula, Vinohradské divadlo, režie Gabriel Hart
- 1940 K. R. Krpata: Mistr ostrého meče, Katovka-Rosina, Vinohradské divadlo, režie František Salzer
- 1940 Gerhart Hauptmann: Bobří kožich, Wolffová, Vinohradské divadlo, režie František Salzer
- 1941 A. N. Ostrovskij: Bouře, Varvara, Vinohradské divadlo, režie František Salzer
- 1941 A. Pacovská: Vdovin groš, Pelikánová, Vinohradské divadlo, režie Jiří Plachý
- 1941 Lila Bubelová: Slečna Pusta, Marie Poustecká, Komorní divadlo, režie Antonín Kandert
- 1941 Aristofanés: Ženský sněm, Praxagora, Divadlo Na poříčí, režie Jiří Plachý

## Film
V letech 1937–1942 vystupovala v menších rolích ve 25 českých filmech.
Debutovala v roce 1937 ve filmu Kříž u potoka, v roli děvečky (režie M. Jareš).
Jejím posledním dokončeným filmem byl v roce 1942 v režii Otakara Vávry snímek Přijdu hned, kde ztvárnila postavu domovnice Koubkové. Film se dostal do kin až dva měsíce po její smrti.

### Vybrané filmové role
- 1937 Kříž u potoka, děvečka, režie Miloslav Jareš
- 1938 Milování zakázáno, Netušilová, režie Miroslav Cikán, Karel Lamač
- 1938 Slávko, nedej seǃ, Slávčina matka, režie Karel Lamač
- 1939 Mořská panna, Hrdá, režie Václav Kubásek
- 1939 Ženy u benzinu
- 1940 Babička, paní správcová, režie František Čáp
- 1940 Minulost Jany Kosinové, Sutnarova žena, režie Jan Alfréd Holman
- 1940 Čekanky, Marie, rež. Vladimír Borský
- 1940 Pro kamaráda, maminka Mařky, rež. Miroslav Cikán
- 1941 Pražský flamendr, posluhovačka, režie Karel Špelina
- 1941 Z českých mlýnů, Anežka, režie Miroslav Cikán
- 1942 Valentin Dobrotivý, zřízencova žena, režie Martin Frič
- 1942 Ryba na suchu, Kučerová, režie Vladimír Slavínský
- 1942 Městečko na dlani, Marie, režie Václav Binovec
- 1942 Přijdu hned, domovnice Koubková, režie Otakar Vávra

## Vzpomínky na Annu Letenskou
František Filipovský 
- Anna Letenská umřela v koncentračním táboře. Spoluvězeňkyně, které se po válce vrátily, vyprávěly, že kolem ní panovala i v nejtěžších chvílích dobrá, uklidňující nálada. I v lágru rozdávala svou veselost. Dokonce prý z hadříků ušila panáčky, jakési loutky, karikující táborové panstvo. Vymýšlela si k nim humorné průpovídky a bavila své přátele. Až do poslední chvíle potvrzovala, že byla bohem nadaným komikem.[26]

 Vladimír Hlavatý 
- Anka, jak si přála, abychom ji říkali, se projevila záhy jako vynikající talent.

Anna byla přátelská, milá, čestná povaha, neschopná komukoliv odepřít pomoc. A to bylo osudné.
 Zdeněk Štěpánek 
- Jaká to byla znamenitá herečka! V samém rozkvětu jejího umění tak tragický konec![28]

Jan Pivec
- Život Anny Letenské byl zmařen za okupace.... Jaký krásný, radostný a statečný člověk to byl![29]

Svatopluk Beneš
- Od zadního traktu Vinohradského divadla vede k Riegrovým sadům ulice Anny Letenské. Jen málokdo ví, komu toto jméno patřilo a jaký osud se k němu pojí. Letenská byla znamenitá herečka a vzácný, laskavý člověk. Ženský komik stejně jako dramatický talent. Výrazná představitelka lidových typů, která slibovala, že bude druhou Hübnerovou nebo Bečvářovou. Čekala ji skvělá perspektiva, protože divadlo osobnost tohoto druhu již dlouho postrádalo. Kdyby nepřišla válka![30]

František Kovářík
- Báječná herečka, báječný člověk. Vždycky veselá, družná, optimistická, temperamentní a velice pracovitá. Obecenstvo ji mělo rádo, kritika si ji vážila...K jejím rolím patřila i pradlena Wolffová v Hauptmannově Bobřím kožichu. A tato vzácná žena a umělkyně zahynula v koncentračním táboře. Umřela, snad v plynové komoře, v říjnu roku 1942. Dnes nám ji připomíná už jenom bysta ve foyeru Vinohradského divadla a jedna z ulic poblíž divadla.[31]

Otakar Vávra
- Jednou ráno při natáčení ke mně Anna Letenská přišla a řekla, že cítí povinnost mi svěřit, co se s ní stalo, protože to bude mít patrně vliv na další spolupráci... Anna Letenská mi tehdy oznámila, v jaké je situaci, že už ji zatklo gestapo, ale že jí po intervenci našeho producenta dovolilo dále točit těch několik zbývajících dní, aby film mohl být dokončen a producent nepřišel o peníze. Do ateliéru ji gestapáci přivezli a večer zase odvezli. Ve skutečnosti ovšem nešlo o producentovy peníze. Nacisté chtěli Letenskou využít jako volavku a zjistit, kdo se k ní přihlásí, s kým spolupracuje. V takové situaci točila Anna Letenská veselohru. Seděla celý čas za kulisami s hlavou v dlaních, pak vyšla na scénu a sršela humorem. Za kulisami se připravovala na smrt. Po dokončení filmu byla popravena.[32]

Marie Svobodová
- Od okamžiku svého příchodu do Prahy jsem každou chvilku proplakala a nejvíc líto mi všechno přišlo, když jsem četla adresu na tom balíčku: Häftling Anna Letenská, Theresienstadt, Kleine Festung (číslo cely si už nepamatuji) – moje Anda a vězeň v Terezíně! Myslela jsem, že to nepřežiju. Odpoledne jsme byli u nějakého gestapáka a ještě někde, to vůbec nevím kde a u koho, všude jsem prosila a plakala, Letenský dával peníze. Jen samé sliby a nic z toho. Zoufalá jsem jela druhý den domů a čekala na zprávu, co je s Andou. Utíkaly dny a měsíce a já jsem už začala doufat, že se Anda přece jen může vrátit. Všichni už kolem mne věděli, že byla 24. nebo 25. října 1942 popravena, jen pro mne to bylo tajemstvím. Představte si, že mi do konce té hrozné války – tři roky – nikdo neřekl, že Anda už není mezi živými. Všichni mě těšili, že se Anda určitě vrátí...[33]

Frank Tetauer
- Proto také, když Vinohradské divadlo smrtí Marie Bečvářové ztratilo vynikající představitelku lidových typů a usilovně se ohlíželo po vhodné a platné náhradě, režisér František Salzer, který dobře znal "Nánu" – jak se jí mezi divadelníky říkalo – z rozhlasové práce, na ni upozornil a v souhlase s tehdejším uměleckým šéfem Městských divadel Bohušem Stejskalem ji obsadil v drobné roli ve své režii americké hry Elmera Rice Postranní ulice. Tehdy se poprvé objevilo jméno Anny Letenské se zkratkami j.h. na pražských divadelních plakátech a už touto episodou bylo rozhodnuto, že Městská divadla získávají platnou a slibnou hereckou osobnost.[34]
- Mnohokrát bylo psáno o pomíjivosti herecké slávy. Co zbývá z života a práce nacisty umučené české herečky Anny Letenské? Pro přátele obraz chytré a veselé tváře poctivého člověka, pro spolupracovníky a účastníky sedánek v rekvisitárně Vinohradského divadla vzpomínka na statečnou drobnou ženu, která uměla tak platně pozvedat náladu v depresivních dobách okupace, sama neschopná jakéhokoliv klikaření anebo skupinkářství, jež bývalo v divadlech tak obvyklé. A pro herce ryzí příklad silného, vrozeného realistického herectví, příklad umělecké osobnosti, která šla pudově správnou cestou, která v opaku k stylisační manýře se uměla rychle na jevišti zabydlit, opíracíc se vždy o skutečnost, vycházejíc ze života a do života zase směřujíc.[35]

## Galerie

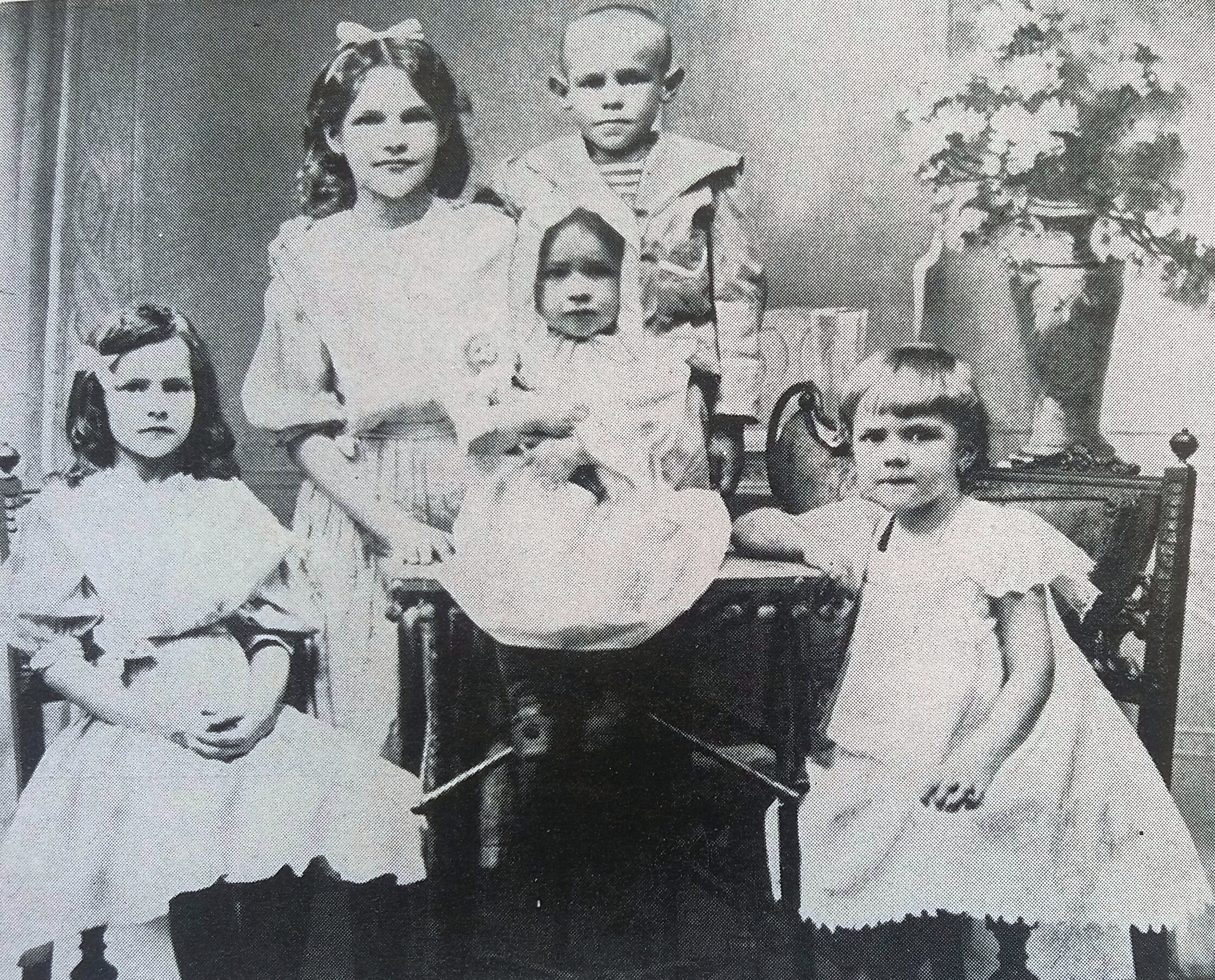
Děti manželů Marie a Oldřicha Svobodových, českých herců, na fotografii z roku 1908. Zcela vpravo je dcera Anna, později provdaná Letenská.
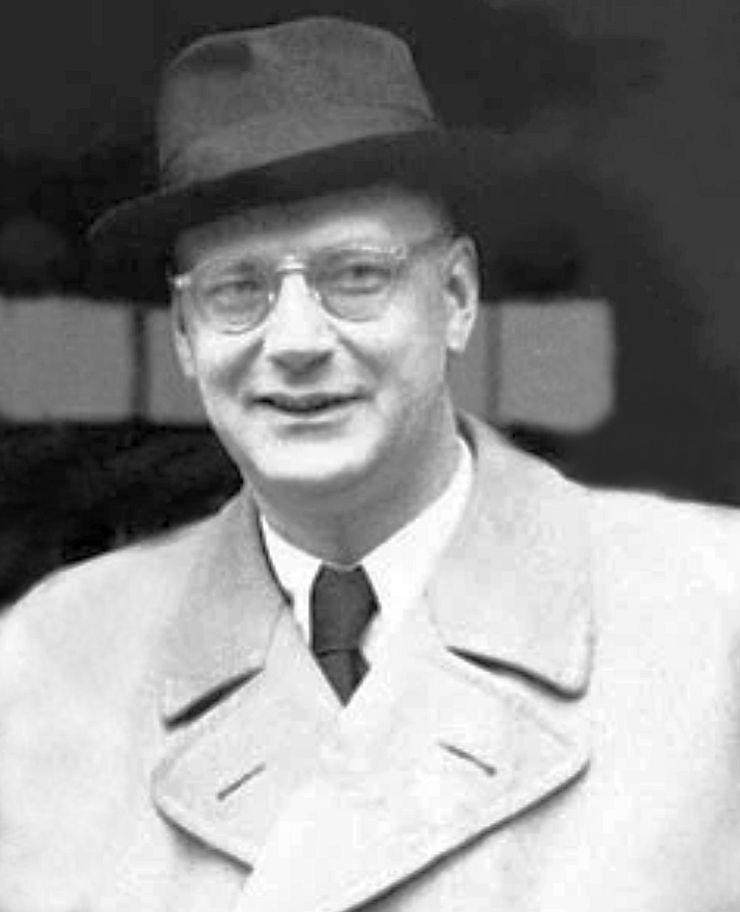
2. manžel Anny Letenské, Ing.Vladislav Čaloun
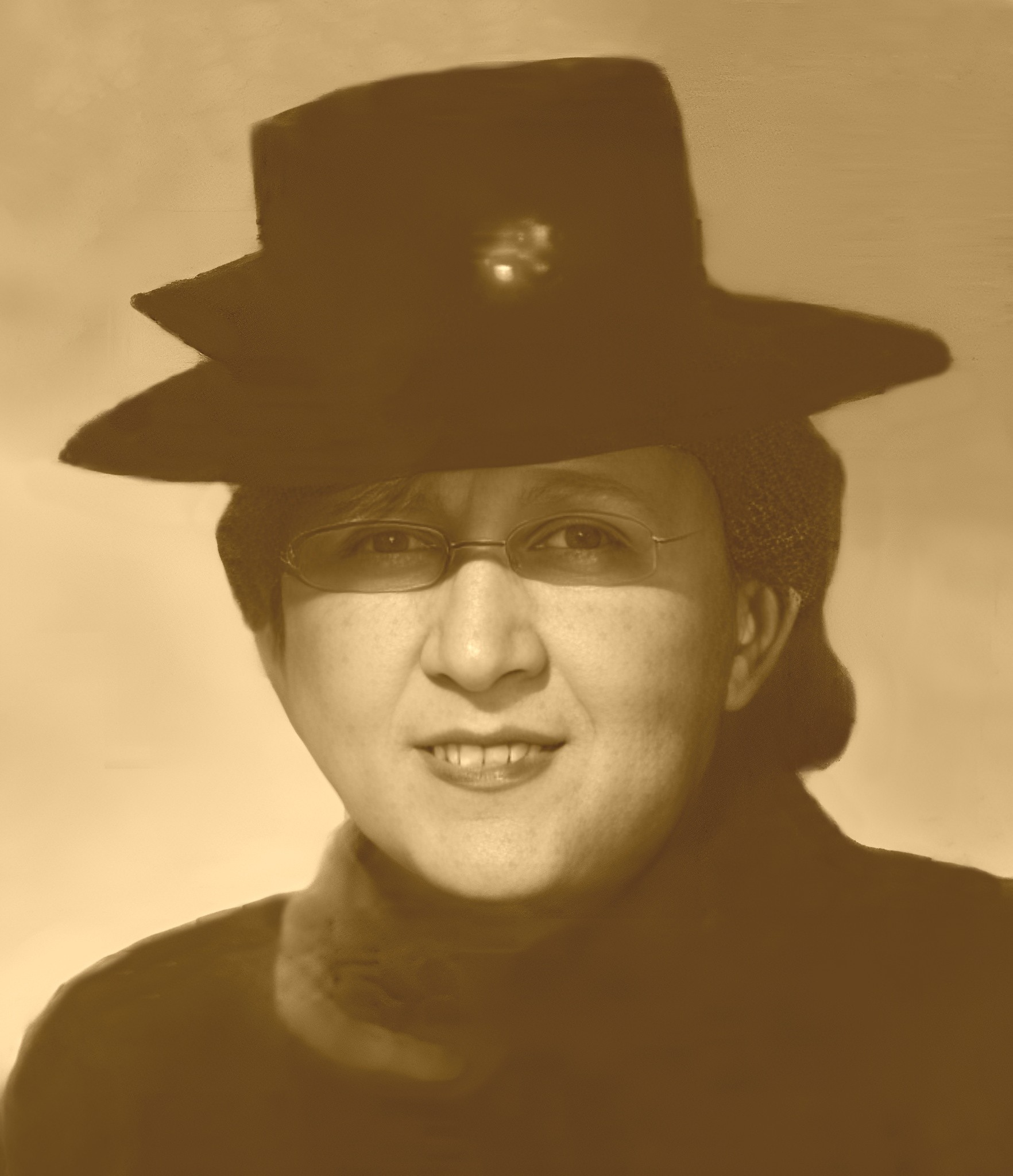
Manželka Mudr. Břetislava Lyčky
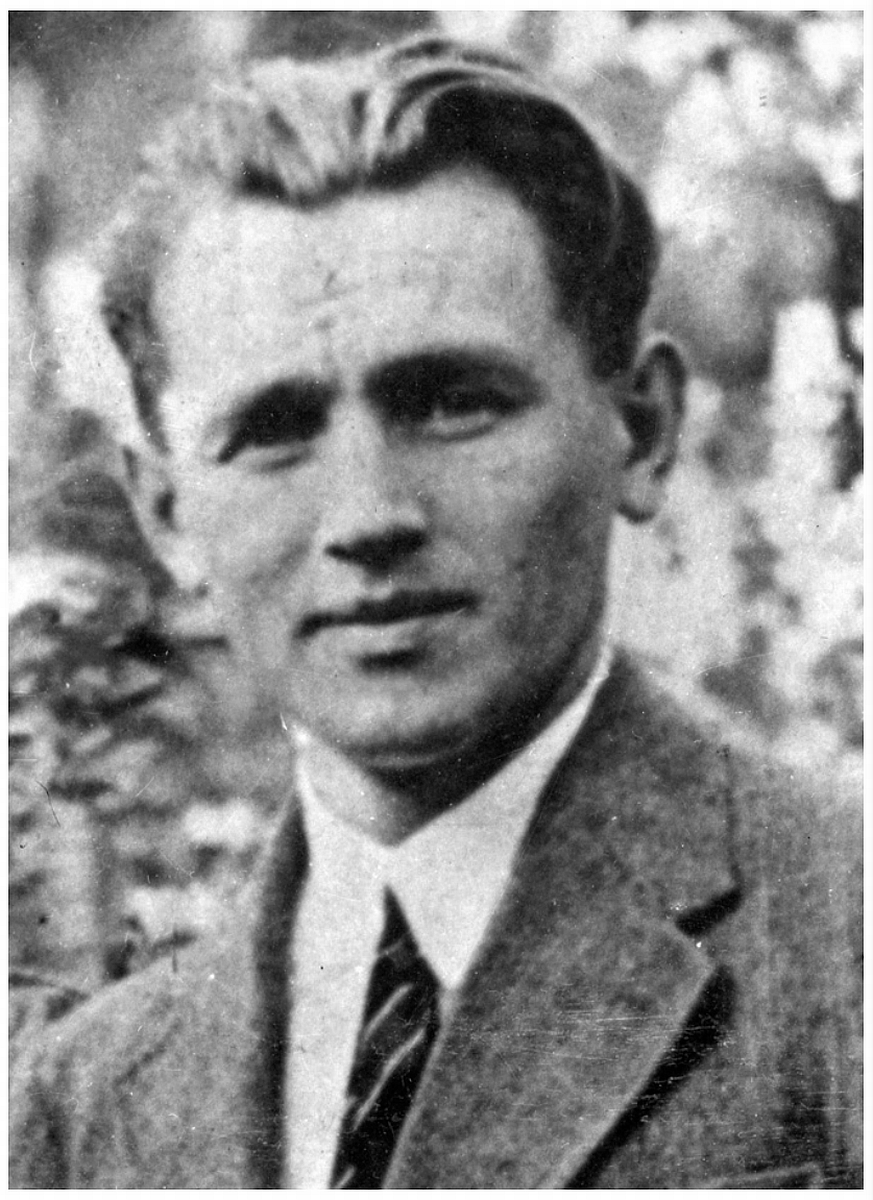
Mudr. Břetislav Lyčka
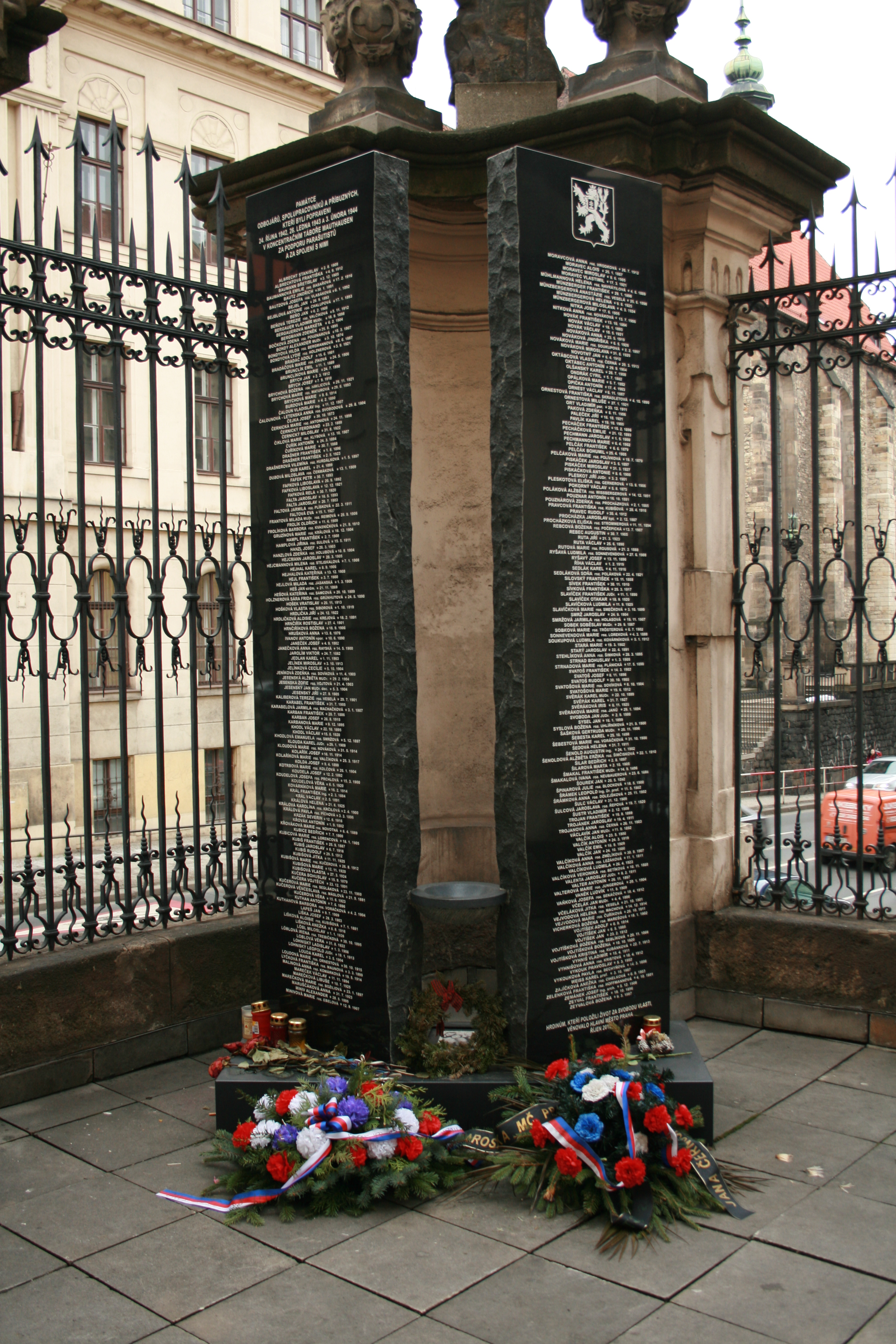
Pomník spolupracovníků parašutistů a jejich rodinných příslušníků na terase kostela sv. Cyrila a Metoděje v Resslově ul. v Praze